# نظام المناوبات المقسمة
نظام المناوبات المقسّمة هو نوع من أنواع نظام المناوبات أو الورديات في العمل حيث يتم تقسيم عمل الشخص إلى جزأين أو أكثر ولا يُعتبر الوقت بين تلك الأقسام هو وقت استراحة. على سبيل المثال قد يعمل شخص من الساعة 05:00 إلى الساعة 09:00 ويُسمح له بالخروج حتى الساعة 14:00 ثم يعود إلى العمل حتى الساعة 19:0. هذا النوع من أنماط العمل يشيع لدى موظفي النقل العام أو المطاعم والمستشفيات؛ حيث يكون من المفيد وجود موظفين إضافيين يعملون خلال أوقات الذروة التقليدية.